# Києво-Олександрівське
Ки́єво-Олекса́ндрівське — село в Україні, у Веселинівській селищній громаді Вознесенського району Миколаївської області. Населення становить 107 осіб. Колишній орган місцевого самоврядування — Ставківська сільська рада.

## Історія
7 (20) листопада 1917 року, відповідно до Третього Універсалу Української Центральної Ради, увійшло до складу Української Народної Республіки.  
У 1925—1939 роках село входило до складу Карл-Лібкнехтівського німецького національного району Миколаївської округи (з 1932 — Одеської області).

## Населення

### Мова
Розподіл населення за рідною мовою за даними перепису 2001 року:
| Мова       | Кількість | Відсоток |
| ---------- | --------- | -------- |
| українська | 98        | 91.59%   |
| російська  | 8         | 7.48%    |
| румунська  | 1         | 0.93%    |
| Усього     | 107       | 100%     |